# Belcoo
Belcoo is een plaats in het Noord-Ierse district Fermanagh. Belcoo telt 540 (2011) inwoners en ligt op de grens met Ierland.

## Geboren in Belcoo
- Brendan Dolan (1973), darter